# Sahel
Pour les articles homonymes, voir Sahel (homonymie).

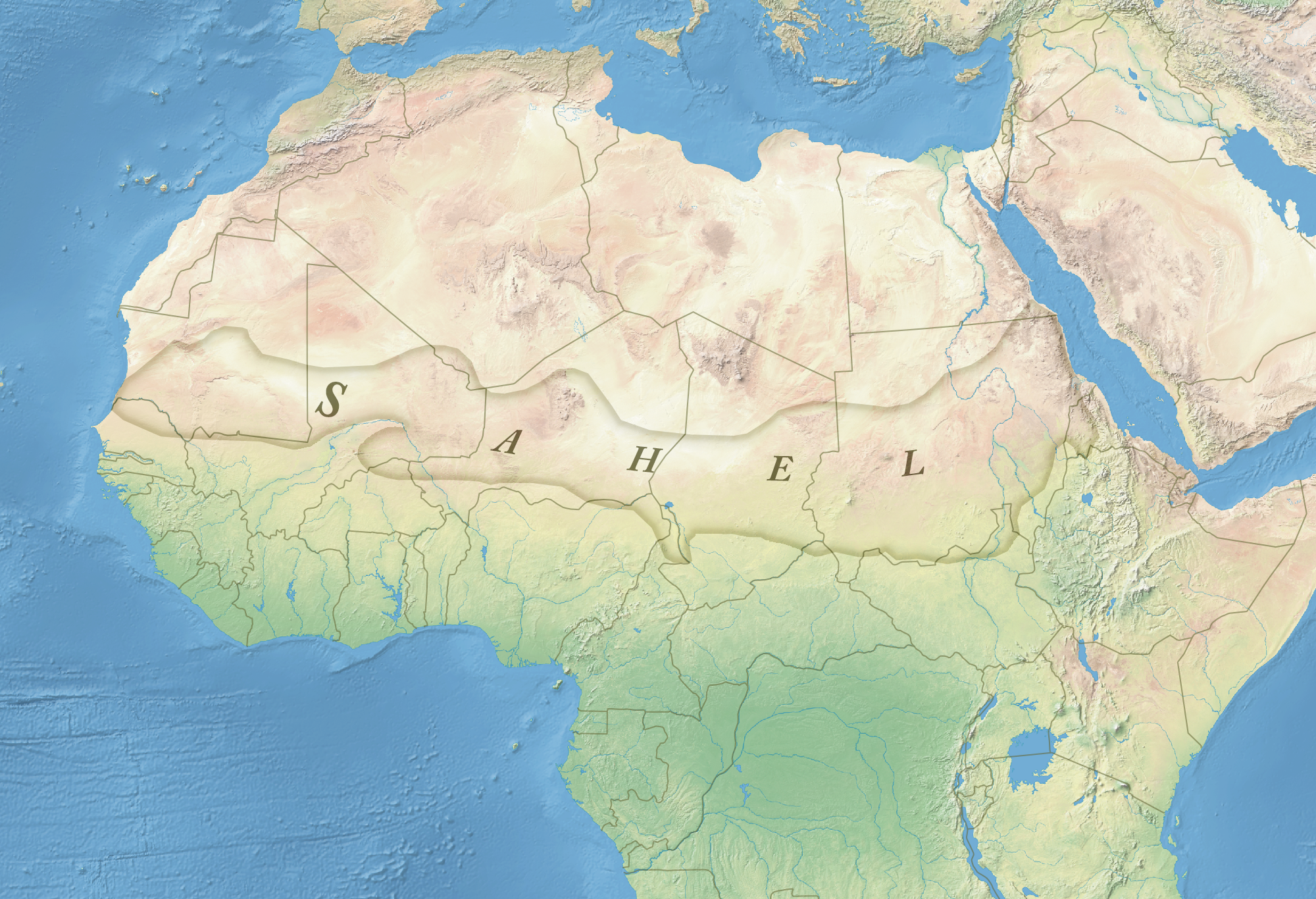
Carte représentant le Sahel.

Le Sahel ou le Sahel Subsaharien (de l'arabe : ساحل جنوب الصحراء, traduction : la Côte subsaharienne) est une bande de l'Afrique marquant la transition, à la fois floristique et climatique, entre le domaine saharien au nord et les savanes du domaine soudanien, où les pluies sont substantielles, au sud. D'ouest en est, il s'étend de l'Atlantique à la mer Rouge. La définition de la zone couverte est très variable selon les auteurs. Ainsi pour certains, le Sahel comprend tous les territoires bordant le Sahara : il y a donc un Sahel septentrional et un Sahel méridional. C'est ce dernier qui est cependant désigné quand on ne lui ajoute pas de qualificatif. Le Sahel subsaharien se divise en cinq parties : le Sahel mauritanien, le Sahel malien, le Sahel nigérien, le Sahel tchadien et le Sahel soudanais.

## Géographie

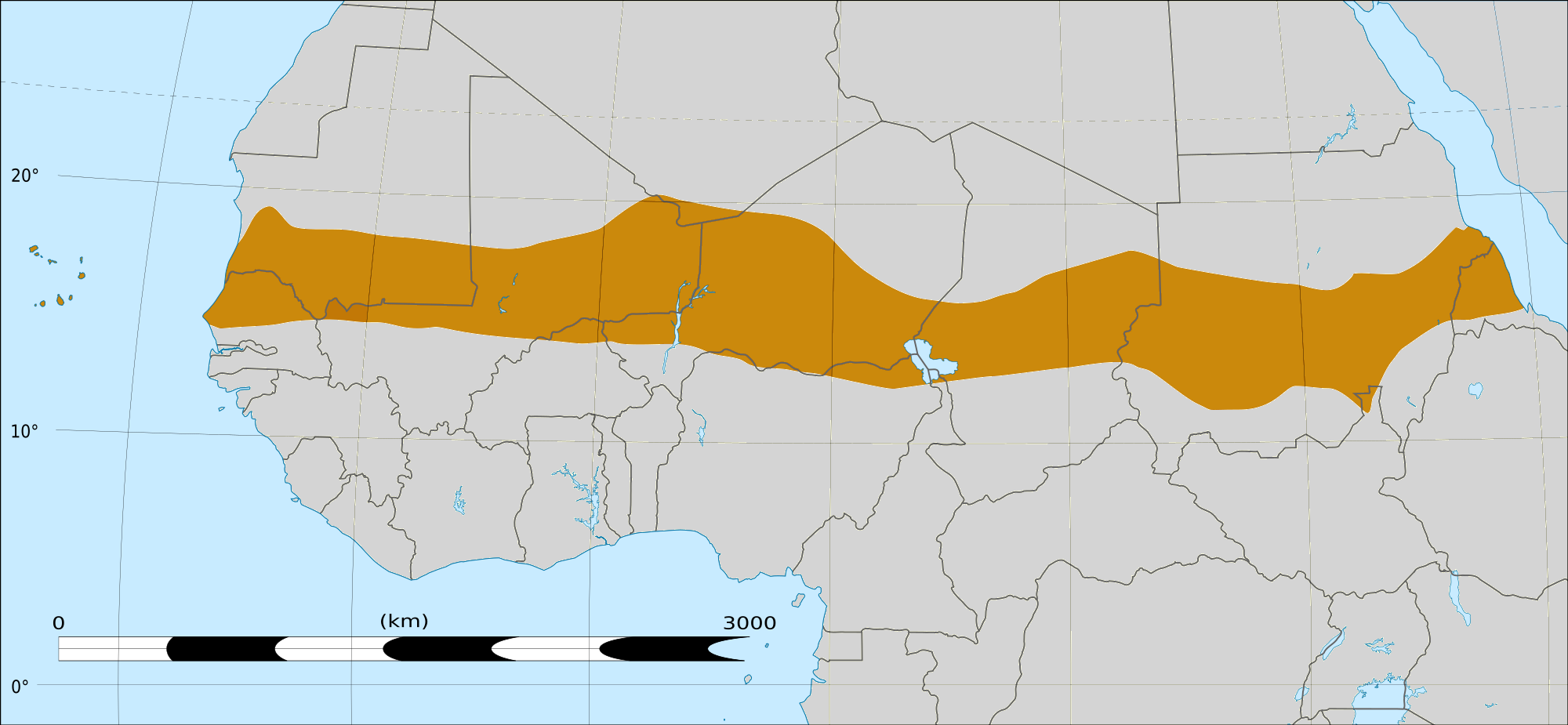
Le Sahel représenté en brun sur la carte. Il s'agit ici du Sahel méridional, c'est-à-dire les terres directement au sud du Sahara, et comprenant les îles du Cap-Vert, comprises entre les isohyètes de 200 mm de précipitations par an.

La ceinture sahélienne recouvre, entièrement ou en partie, le Cap-Vert, le Sénégal, la Mauritanie (le Sud), le Mali, le Burkina Faso (l’extrême nord), l'Algérie (l'extrême sud), le Niger, le Nigeria (l'extrême Nord), le Tchad (le Centre), le Cameroun (l'extrême Nord), le Soudan (le Centre, notamment le Darfour et le Kordofan), l'Érythrée. On y ajoute parfois les pays de la Corne de l'Afrique : Djibouti, l'Éthiopie, la Somalie.

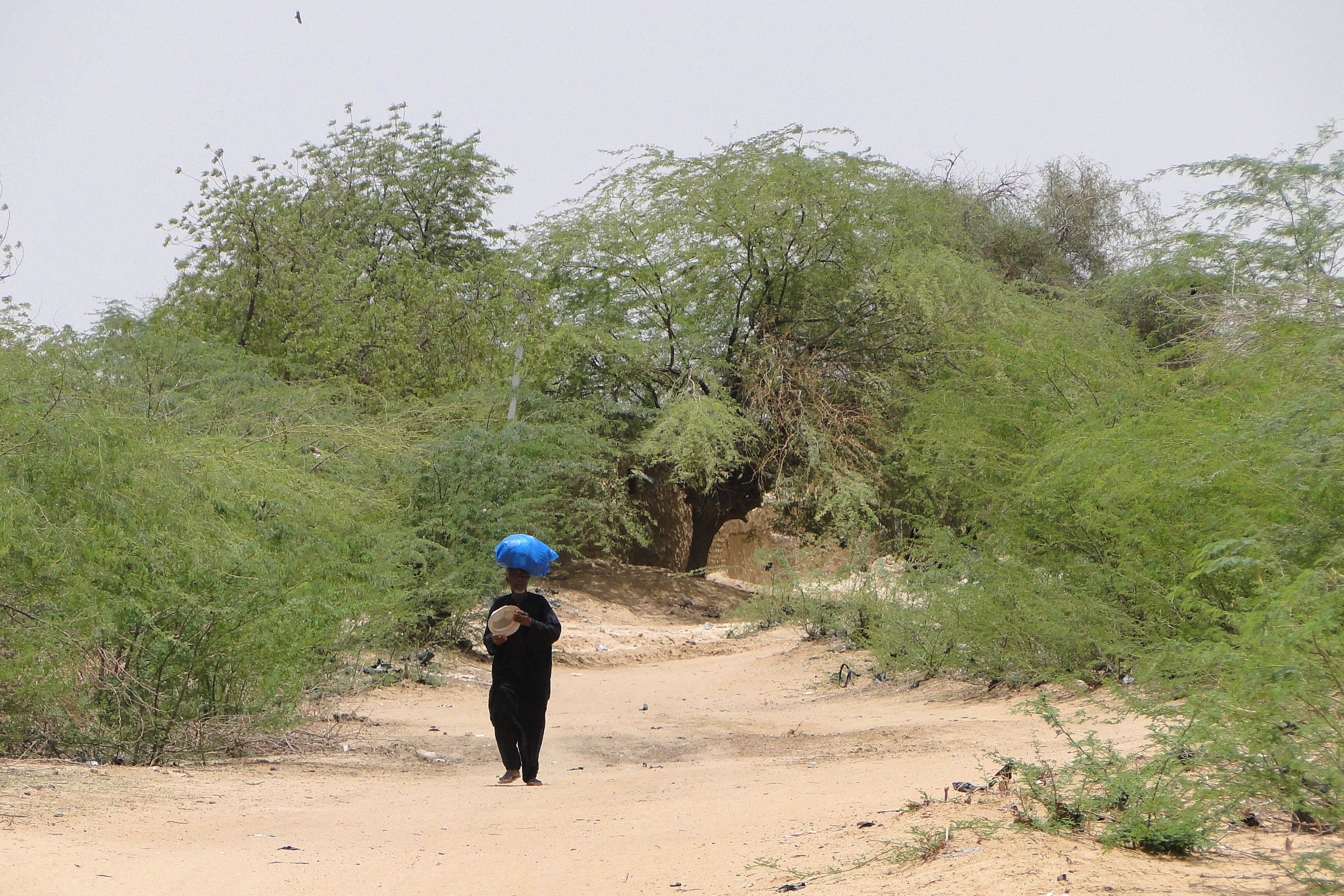
Paysage du Sahel, à Dori, dans l’extrême Nord du Burkina Faso.

D'est en ouest, la flore, la végétation et l'utilisation du sol varient très peu malgré la vaste étendue du Sahel. Cela est dû à une grande homogénéité de climat, du relief, de la géomorphologie, des sols et de leur utilisation. Cependant, du domaine soudanien vers le Sahara, la transition est progressive. Les espèces soudaniennes disparaissent les unes après les autres tandis que les sahariennes apparaissent progressivement et que la pluviométrie diminue d'environ 1 mm par kilomètre. Ce changement progressif ne connaît pas de brusque rupture que l'on pourrait utiliser afin de définir de façon objective l'étendue du Sahel. Ainsi, il est vain de tenter de définir précisément la limite entre le Sahara et le Sahel et entre le Sahel et le Soudan, ou à l’intérieur du Sahel entre les secteurs sahélo-saharien et sahélo-soudanien.
On peut trouver des « îlots » de Sahel au-delà de ses limites générales, par exemple sur la face sud-ouest du massif du Tibesti, c'est-à-dire entièrement en territoire saharien. De plus il ne faut pas négliger la présence d’importants éléments fluvio-lacustres au cœur même du Sahel, ou le traversant, d’origine extra-sahélienne : les grands fleuves (Sénégal, Niger, Logone-Chari, Nil Blanc, Nil Bleu) et les grands lacs (Lac Tchad, Lac Turkana). On peut également penser à l’énorme delta intérieur du fleuve Niger qui inonde 20 000 km² chaque année.

### Géomorphologie et sols
Bien que le Sahel ne possède pas de caractères géomorphologiques propres, il est néanmoins caractérisé par l'étendue des dunes fossiles d'une part, et par la fréquence des mares temporaires de saison humide d'autre part. L'extension des sables date du pléistocène supérieur lorsqu'une période aride vit le Sahara s'étendre 450 km au sud de ses frontières actuelles entre 30 000 et 12 000 ans BP (Ogolien). Excepté les grands fleuves d'origine allochtone (Sénégal, Niger, Logone-Chari et Nil), le réseau hydrographique sahélien est constitué de cours d'eau éphémères débouchant dans des mares et petit lacs temporaires (endoréiques). Ceux-ci ont un rôle écologique important car ils constituent généralement le seul moyen d'approvisionnement en eau pour la faune durant la saison sèche, certains retenant de l'eau jusqu'au printemps. La mare sahélienne (différente de son homologue, le dhaya saharien : une éphémère couche d'eau peu profonde dans un paysage qu'il ne modifie pas) peut, lorsqu'elle est suffisamment large, et se maintient en conséquence plus longtemps, former une oasis avec une végétation ligneuse abondante.
Les sols sont majoritairement sableux, rouge-jaunâtre et légèrement acide (5<pH<6). Quelques vertisols sont présents dans des dépressions. Des sols peu profonds sur cuirasse latéritique sont communs dans la moitié sud de la bande sahélienne. Les sols sont généralement déficients en phosphore et azote. La matière organique ne constitue guère plus de 1 % de la couche superficielle.

## Climat

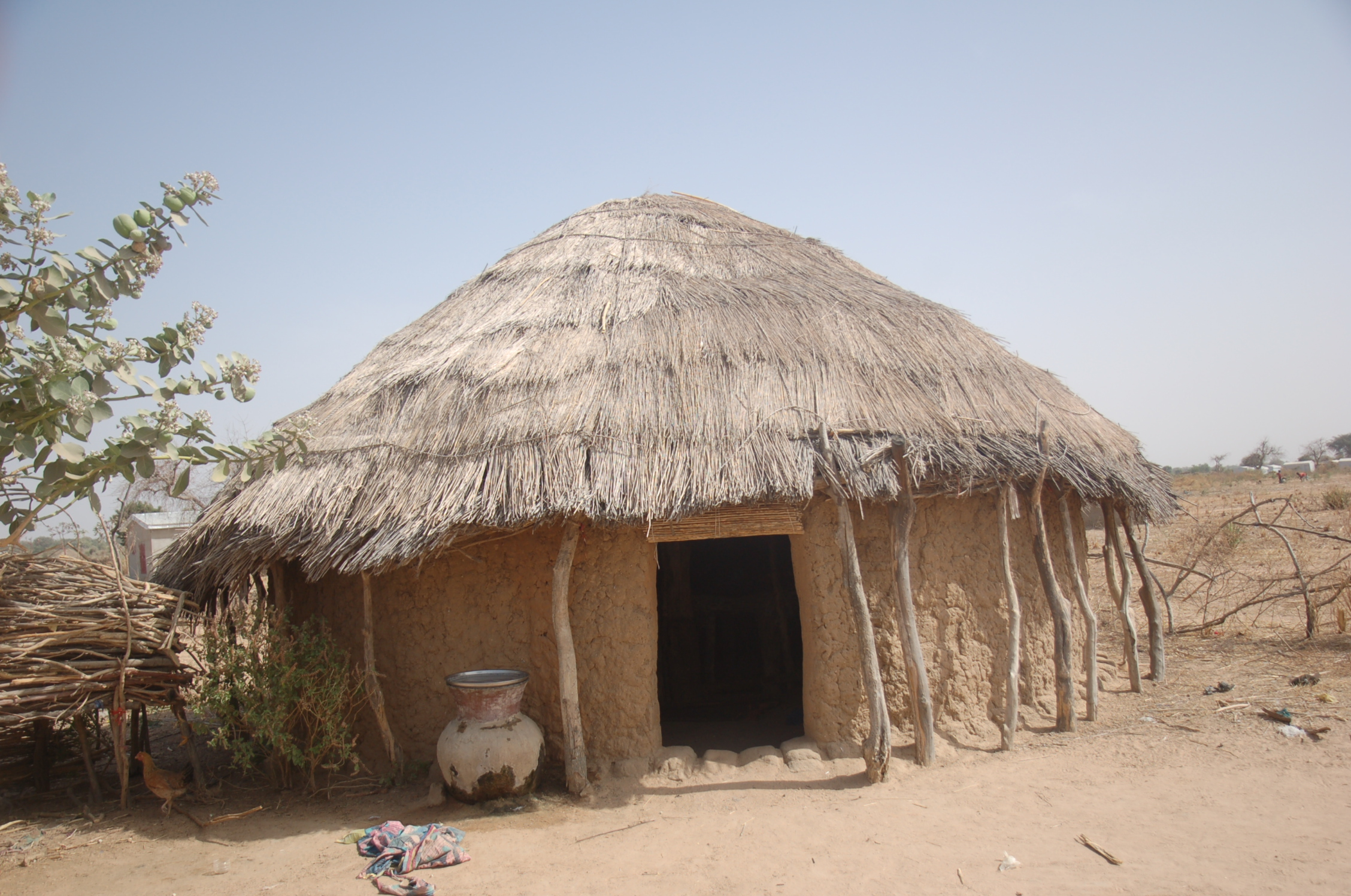
Maison soutenue par des piliers pour résister aux vents violents (nord du Cameroun).

Le Sahel possède un climat semi-aride chaud (Classification de Köppen BSh ou BShw) à saison sèche « hivernale ». Néanmoins le Sahel, au sens strict, est habituellement défini comme la zone tropicale comprise entre les domaines saharien et soudanien, où se produit une alternance marquée entre une courte saison humide estivale et une très longue saison sèche elle-même subdivisée en une saison sèche et chaude, suivie d'une saison sèche et en général très chaude, qui se termine lorsque les pluies commencent. La saison sèche est très intense au Sahel car l'ensemble des régions sahéliennes possèdent un nombre très élevé de mois totalement secs qui ne reçoivent normalement aucune pluie en moyenne. En saison sèche, les alizés continentaux, tels que le célèbre harmattan (vent de nord ou de nord-est), balayent constamment la bande sahélienne : l'air est très chaud, très sec, souvent chargé de fines particules de sable ou de poussière ; le ciel est clair ou très peu nuageux (nuages épars de marge type cirrus ou altocumulus) ; le temps est au beau fixe ; la pluie fait totalement défaut ; l'amplitude thermique quotidienne est très élevée (souvent près de 20 °C pendant les mois les moins chauds). En saison des pluies, les alizés associés au régime anticyclonique s'interrompent provisoirement et laissent place à la mousson (vent de sud ou de sud-ouest) qui naît du fort contraste thermique entre l'océan Atlantique, frais et le Sahara, surchauffé en cette saison. C'est le seul moment de l'année où la pluie est largement susceptible de se produire en grande quantité. Toutefois, certaines années, la mousson peut ne pas monter suffisamment en latitude pour atteindre les régions sahéliennes et y donner la saison des pluies se produisant normalement en cette période, d'où des épisodes de sécheresse extrême et prolongée. Les types de temps au Sahel apparaissent très stables, bien tranchés, et se répètent tous les ans, avec quelques variations près. La saison des pluies est donc un phénomène régulier qui revient chaque année, ce qui n'est pas le cas au Sahara où toute période suffisamment pluvieuse à long terme fait défaut. Néanmoins, cette période pluvieuse appelée « hivernage » présente une durée et une intensité aléatoires.
Le climat semi-aride chaud à saison sèche principalement centrée sur les 8 à 10 mois les moins chauds de l'année, typique des régions sahéliennes se définit ainsi :
- chaud, tropical parce que la température annuelle moyenne le moins chaud est supérieure ou égale à 18 °C ;
- semi-aride parce que les précipitations annuelles moyennes sont assez basses, entre 250 mm et 450 mm (et supérieures à 100-150 mm) caractérisées par une très courte saison des pluies intense, irrégulière et imprévisible.

La saison sèche dure entre environ 8 et 10 mois par an selon les localisations. Elle est souvent subdivisée entre une saison sèche et chaude pendant les 2 ou 3 mois les moins chauds de l'année qui précède l'autre saison sèche, très chaude et qui se termine lorsque les pluies commencent. Bien que la saison des pluies est erratique, elle se produit en règle générale en fin de saison chaude (2 à 4 mois les plus chauds de l'année) :

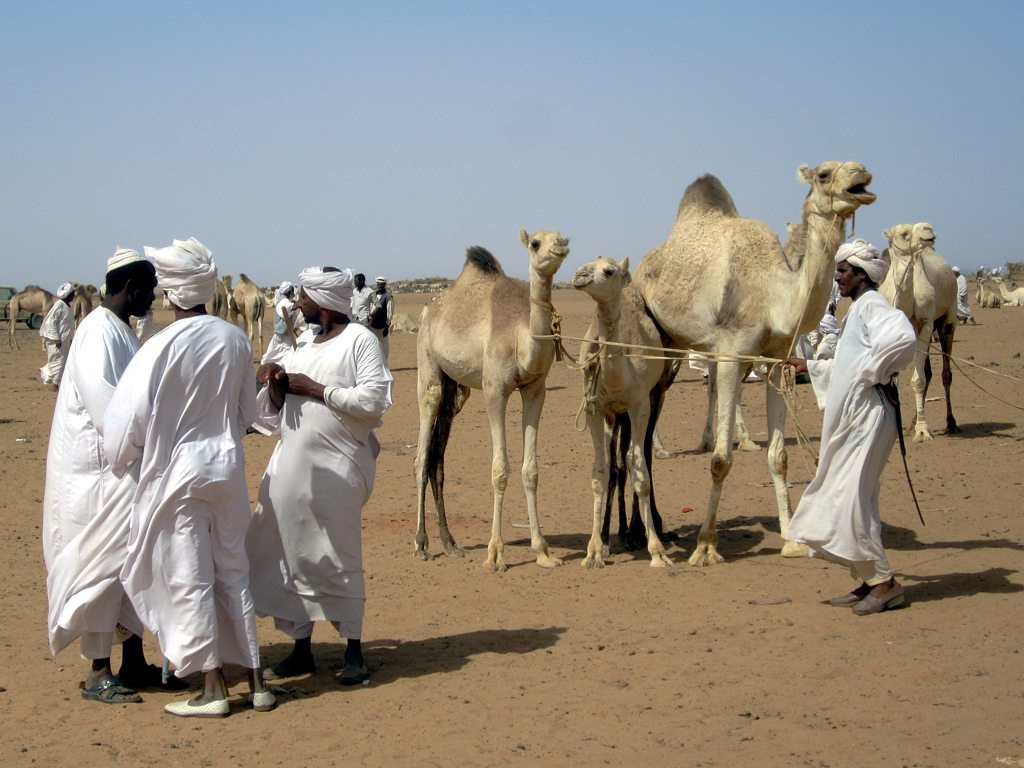
Un marché aux dromadaires dans la ville d'Omdourman, au Soudan.

Par exemple à Khartoum, Soudan ville que l'on peut qualifier de pleinement saharienne, les précipitations annuelles de 156,8 mm se répartissent ainsi : 151,3 mm en saison chaude (six mois les plus chauds : avril à septembre) et seulement 5,5 mm en saison « fraîche » (six mois les plus frais : octobre à mars). Par conséquent 96,5 % des précipitations annuelles tombent lors de la saison chaude. Au sein de celle-ci, les mois les plus torrides sont mai et juin qui ne reçoivent respectivement que 0,9 et 1,2 mm : la saison des pluies n'arrive que plus tard pendant la saison chaude, entre juillet et septembre, août étant alors le seul mois vraiment humide (selon les critères de F. Bagouls et Henri Gaussen qui considère qu'un mois est humide lorsque P (précipitations mensuelles moyennes en mm) > 2 T (température mensuelle moyenne en °C)). En moyenne, entre 80 % et 100 % de la quantité annuelle de précipitations tombent pendant les trois mois les plus pluvieux au Sahel et dans le Sahara méridional.
Les températures montent en flèche à la fin de la saison sèche, entre mars et juin suivant la latitude plus ou moins septentrionale. L'été sahélien correspond donc au printemps des latitudes tempérées. Pendant ces mois-ci, où le Soleil règne en maître, le Sahel forme la région la plus chaude du monde avec des températures dépassant facilement 40 °C au plus chaud des journées : seuls certains déserts du sous-continent indien endurent des chaleurs « printanières » aussi extrêmes, ou presque. Le vent chaud accentue aussi la sensation de chaleur. Dans le Sahel occidental (Sénégal, Mali, Mauritanie), en moyenne légèrement plus chaud que son homologue oriental, il est courant que les maxima quotidiens en avril et mai dépassent 45 °C. Au Mali, par exemple, les moyennes des maxima d'avril sont de 42,4 °C à Ségou et de 44 °C à Kayes. Cette chaleur saharienne, sèche, torride domine sur l'ensemble de l'année mais le contraste est énorme avec la chaleur équatoriale, humide, étouffante de la courte saison des pluies, l'hivernage qui abaissent les maxima, alors que les minima nocturnes restent élevés. Sans aucune période fraîche dans l'année, les températures moyennes annuelles sont particulièrement élevées, surtout au nord à proximité du désert, avec des valeurs dépassant partout 28 °C à quelques exceptions près, et souvent elles atteignent 30 à 32 °C.
En réalité, on observe deux maxima de température au Sahel : le premier, le plus prononcé, dont nous venons de parler, se produisant à la fin de la saison sèche ; et le second moins accentué qui se produit à la fin de la saison des pluies, lorsque la saison sèche reprend ses droits, vers octobre-novembre, où les maxima quotidiens atteignent ou dépassent encore couramment la barre des 40 °C. Cette dernière période est celle de l'année où la visibilité est excellente, les pluies de l'hivernage ayant évacué les poussières atmosphériques apportées par les vents du désert régnant alors pendant la longue période de sécheresse.
Les précipitations sont essentiellement reçues sous forme d'orages violents donnant lieu à un fort ruissellement de type hortonien (les intensités de pluie dépassent la capacité d'infiltration des sols). Les isohyètes de 150 à 250 et 400 à 500 mm sont relativement représentatifs des limites nord et sud de la bande sahélienne. La limite sud représente également le minimum pluviométrique pour pratiquer une agriculture pluviale. La notion de Sahel reste très élastique et certains auteurs considèrent une limite sud bien plus méridionale, incluant des territoires qui, floristiquement en tous les cas, appartiennent plutôt au soudanien. Schiffers, par exemple, définit un Sahel-Large dont la limite sud, située au Sud de Bamako et Ouagadougou, se situe en des régions où les précipitations atteignent ou même dépassent 1 000 mm, une contrée typiquement soudanienne avec savane arborescente et forêt ouverte. Cette notion est également acceptée par Boudet.

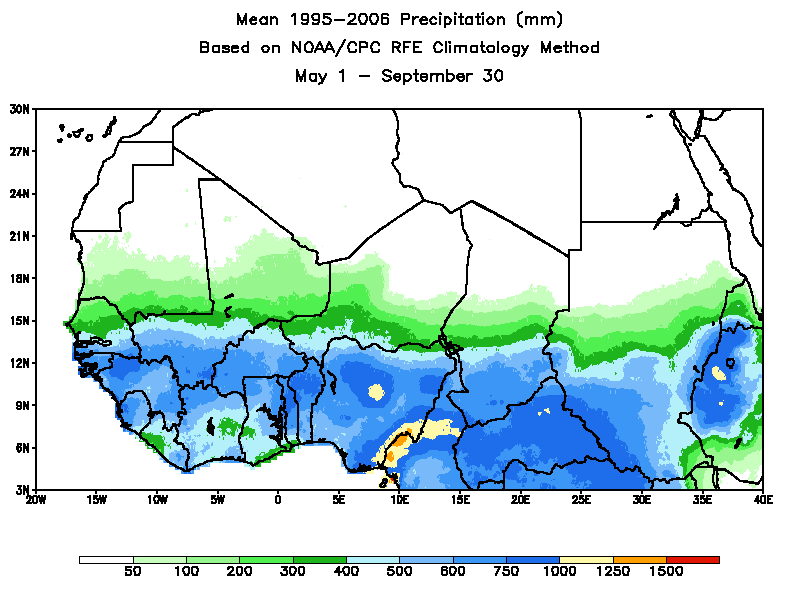
Précipitations en 1995-2006.

Suivant des critères phytogéographique, écologiques et agropastoraux, une subdivision souvent adoptée pour le Sahel est la suivante :
- la zone sahélo-saharienne : pluviométrie annuelle entre 150 et 250 mm ;
- la zone sahélienne typique : pluviométrie annuelle entre 250 et 500 mm ;
- la zone sahélo-soudanienne : pluviométrie annuelle entre 500 et 750 mm.

Ainsi, en moyenne il a plu sur la période 2000 - 2015 457,7 mm à Niamey, Niger ; 470,5 mm à N'Djaména, Tchad ; 372,9 mm à Abéché, Tchad ; 480,5 mm à Mopti, Mali ; 309,7 mm à Yélimané, Mali ; 391,4 mm à Tahoua, Niger ; 368,4 mm à Matam, Sénégal ; 307,9 mm à Podor, Sénégal ; 371 mm à El Fasher, Soudan ; 207,8 mm à Kassala, Soudan. Ces précipitations, déjà très limitées, sont réparties de façon très irrégulière dans l'espace et dans le temps. À cette faiblesse des pluies, la sécheresse générale du Sahel est encore accentuée par la température excessive et le grand ensoleillement, dont la durée moyenne annuelle effective s'établit généralement entre 2 700 et 3 700 h.
Le climat sahélien se retrouve aussi, avec des variantes, au centre-nord de l'Australie et plus précisément au nord du Grand Désert de Sable dans le Pilbara : Marble Bar, Port Hedland, ou encore au nord du désert de Tanami jusqu'à Tennant Creek ; au sud du Sind autour de Karachi ; et enfin dans une petite région située aux confins des États du Pernambouc, Ceará, Piauí, Bahia dans le nord-est continental du Brésil.
Vu que les seuils de semi-aridité définis ici (100-250 à 600 mm de précipitations) sont nettement plus bas que ceux de la Classification de Köppen (390 à 780 mm pour des stations dont la température moyenne annuelle est de 25 °C et dont la saison sèche est centrée sur la saison « fraîche », et même 440 à 880 mm pour des stations à 30 °C), le climat sahélien, incidemment le climat le plus chaud sur Terre, est à la limite des climats semi-arides chauds (BSh) et des climats arides chauds (BWh) de Köppen.

### Impact du réchauffement climatique
Depuis le milieu des années 1980, les précipitations ont augmenté et la végétation s'est développée dans le cadre de ce que l'on appelle un reverdissement.
La variabilité saisonnière des précipitations au Sahel s'explique par les modifications de la circulation atmosphérique à l'échelle planétaire ou régionale et qui sont principalement pilotées de loin. Par le fait que ces facteurs dominants soient des phénomènes de grande échelle, ils donnent une certaine confiance dans les projections. Ces projections suggèrent une augmentation des totaux pluviométriques dans le centre et l'est du Sahel, mais une diminution dans les régions les plus occidentales et une saison des pluies concentrée avec des précipitations plus intenses et intermittentes, des conditions plus sèches au début et des conditions plus humides au cœur et à la fin de la saison de croissance. Cependant, les projections restent incertaines, en raison des désaccords entre les modèles et de la présence non résolue de biais systématiques communs à tous les modèles climatiques de pointe.

## Démographie

### Populations
La zone sahélo-saharienne est la région par excellence du nomadisme et du pastoralisme transhumant (Peuls, Daza, Zaghawa, Beja, Afar, Somali, Touaregs, Baggaras, Kanembou etc.), avec de grands troupeaux parcourant de petites distances lors de la transhumance saisonnière. Toute culture pluviale (ne dépendant que de l'eau de pluie) y est impossible. C'était la région du commerce caravanier.

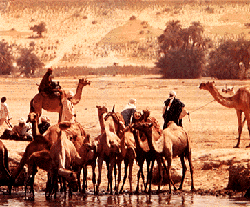
Dromadaires au Sahel.

La zone sahélienne typique est principalement une zone de pastoralisme parcourue par les mêmes groupes ethniques mentionnés ci-dessus. Par endroits, la culture du sorgho ou du millet (Pennisetum glaucum) est pratiquée dans les zones de décrues. Cependant, à cause de la pression démographique croissante, la culture du millet tend à remplacer progressivement les pâturages. Ces cultures sont risquées et peu productives. Cette tendance est particulièrement préoccupante car des zones de moins en moins adaptées à l'agriculture sont désormais cultivées, menant à la désertification.
La zone soudano-sahélienne, au sud de la bande sahélienne typique, reçoit des pluies régulières estivales permettent aux paysans sédentaires d'y cultiver le sorgho, le maïs, et le coton. C'est une région de conflit entre les nomades mentionnés plus haut et les populations d'agriculteurs sédentaires (Wolofs et Sérères au Sénégal ; Malinkés, Bambaras, Sonrhaïs et Dogons au Mali ; Songhaï, Zarmas et Haoussas au Niger, Haoussas au Nigeria ; Kanuris au Tchad et au Soudan ; Mossis au Burkina Faso).
Le démographe Michel Garenne a analysé en détail la situation des six pays francophones du Sahel : Sénégal, Mauritanie, Burkina Faso, Mali, Niger, Tchad. Il pointe l’échec des politiques de population menées jusqu’à présent et met en garde contre une « situation insoutenable », dont l’une des conséquences sera la migration de plusieurs dizaines de millions de personnes ; pour lui, la maîtrise de la surpopulation, négligée au profit du développement, doit rapidement devenir une priorité.

## Langue

### Français
Le français est largement parlé dans la région du Sahel, car nombre de ses nations sont d’anciennes colonies françaises, deux d’entre elles ayant adopté le français comme langue officielle et beaucoup d’autres l’utilisant couramment. Le Sahel comprend des parties du Sénégal, de la Mauritanie, du Burkina Faso, du Mali, du Niger, du Nigeria, du Tchad, du Soudan et de l’Érythrée, où le français est employé à divers degrés.

#### Histoire coloniale
La langue française au Sahel, comme dans une grande partie de l’Afrique, est un vestige de l’histoire coloniale et une importation étrangère à une région caractérisée par la diversité linguistique. Après l’établissement de la culture française dans le nord du Sénégal au milieu du XIXe siècle, des gouverneurs coloniaux comme le général Louis Faidherbe ont poussé plus loin dans l’intérieur du Sahel, en affrontant l’opposition des dirigeants régionaux. Malgré la résistance, le territoire a été accumulé et placé sous le contrôle des lieutenants-gouverneurs qui ont extrait les ressources et le travail des populations locales. Le grand Sahel s’est ensuite organisé en territoire massif de l’Afrique occidentale française en 1895, remarquable par sa diversité linguistique.

#### Statut de la langue française
Le français a été la langue officielle de la plupart des pays du Sahel à divers moments de leur histoire, mais la tendance à supprimer son statut officiel a pris de l’ampleur depuis la fin de l’intervention militaire française dans la région en 2022. Depuis lors, les gouvernements du Mali, du Burkina Faso et du Niger ont dépouillé le français de son statut de langue officielle, ponctuant ainsi un thème plus large de l’auto-isolement du Sahel vis-à-vis de Paris.
Bien qu’il existe des preuves de son utilisation dans presque tous les pays du Sahel, la recherche suggère que le français est plus souvent une lingua franca des affaires parmi l’élite et les classes éduquées qu’un canal de dialogue pratique au quotidien.
Les mots empruntés par l’Afrique de l’Ouest et le Sahel sont entrés dans le lexique du français moderne, généralement dans le contexte de l’élocution vernaculaire ou de l’argot. Cette tendance est surtout comprise par la vague de migrants africains vers la France depuis la fin de l’ère coloniale, mais s’est intensifiée depuis l’explosion de la population jeune d’Afrique. Les emprunts au Sahel remettent en question la rigidité historique de la langue française et ses normes culturelles correspondantes.

#### Spécificités linguistiques
Le code-switching et le mélange linguistique sont extrêmement fréquents chez les francophones du Sahel, comme dans d’autres régions connues pour leur diversité linguistique. Les mots empruntés et les irrégularités phonétiques issues des langues locales ont imprégné le français sahélien :
- Influence manifeste de l’anglais et même des mots chinois en français burkinabè, tels que enjoy "prendre plaisir" et chao / mao "vieux."[18]

- Ligidi est un mot emprunté de Mooré signifiant "argent."

- C’nekh vient de l’expression française "c'est bon" mais remplace le mot bon par le mot wolof nekh, qui signifie « agréable ».

- Le phonème /y/ est prononcé plus près de /i/ par la plupart des locuteurs français du Sahel occidental.

- La prononciation trille apicale de /r/, autrefois courante en France métropolitaine, se poursuit en Afrique de l’Ouest malgré l’usage plus courant de la prononciation trille uvulaire par les locuteurs français standard[19].

- Il existe moins de variation phonétique entre les voyelles /ø/, /ə/, et /e/ chez les francophones du Burkina Faso et du Niger ; /e/ caractérise la majorité de ces prononciations[18].

## Faune et flore

### Végétation

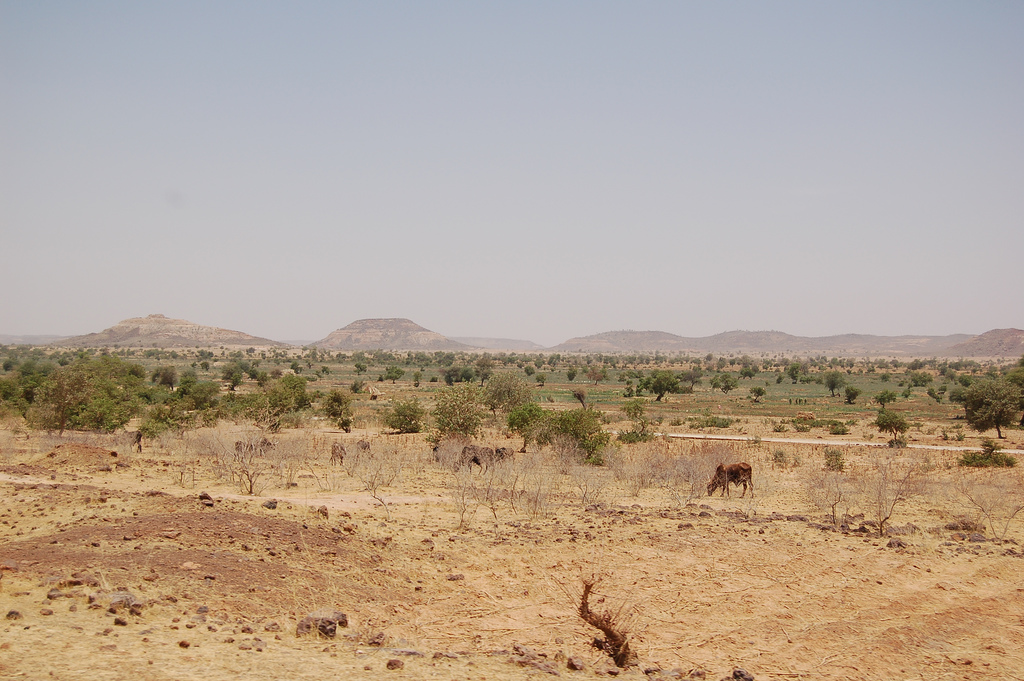
Paysage dans la région de Diffa, au sud du Niger.

La steppe sahélienne est une formation de plantes ligneuses. Ce type de végétation a reçu néanmoins de nombreux autres noms plus ou moins équivalents : Dornbuschsteppe, Akazienzone, Dornsavanne, Niedergrassteppe, Halbwüste, semi-desert zone, semi-desert grassland, desert scrub, wooded steppe, open thorn savanna, thorn scrub, thorn steppe, acacia-desert grass savanna, etc.
En raison de la rareté de l'eau, les arbres sahéliens ont généralement un faible développement aérien et un grand développement souterrain. Dans les zones à sol profond et fragmenté, on peut constater la présence de racines traçantes qui peuvent aller chercher de l’eau jusqu’à la nappe phréatique (phréatophytes). La strate arborée est dominée par des épineux du genre Acacia (Acacia tortilis, A. laeta, A. seyal, etc.) mais bien d'autres arbres et arbustes prospèrent au Sahel.
Les espèces ligneuses permettent difficilement de définir des zones, leur apparition et disparition étant graduelles et leur distribution se chevauchant largement. Cependant, la physionomie du couvert herbacé, et particulièrement celui des graminées, mène plus facilement de lui-même à la définition de caractères zonaux. Du nord au sud et sur sol sableux, on trouve en général la succession,,:
- La zone sahélo-saharienne : Une steppe de graminées cespiteuses pérennes très espacées, semi érigées à semi prostrées, ayant des feuilles principalement basales (type cespiteux basiphylle) et étroites (enroulées et parfois acérées), et une taille moyenne inférieure à 80 cm, généralement non soumises aux feux. La couverture végétale tend à se limiter aux lits d'oueds et dépressions (végétation contractée). Espèces caractéristiques : Aristida pallida, Cymbopogon schoenanthus, Eremopogon foveolatus, Stipagrostis acutiflora, S. papposa, S. pungens, Panicum turgidum, etc. Selon l'abondance des plantes ligneuses on parlera de steppes herbacées et/ou graminéenne, buissonnante, arborée et/ou arbustive. Quelques arbres et arbustes sont présents en faible densité : Leptadenia pyrotechnica est restreint aux dunes, Commiphora africana (Myrrhe africaine) et Balanites aegyptiaca tende à être localisés dans les pénéplaines

- La zone soudano-sahélienne : Une savane de graminées cespiteuses pérennes, distribuées uniformément, érigées, avec des feuilles épaisses, non enroulées, basales et caulinaires (type cespiteux cauliphylle), une taille moyenne supérieur à 1,5 – 2 m qui brulent annuellement. Espèces caractéristiques : Andropogon gayanus, Cymbopogon giganteus, Hyparrhenia dissoluta. La strate ligneuse est dense et peut atteindre une couverture de 10-20 % dans les habitats sableux et plus de 60 % dans les dépression limoneuses. Sur sol sableux, Combretum glutinosum, Guiera senegalensis et Sclerocarya birrea sont présents ; sur sol peu profond, Pterocarpus lucens et Combretum micranthum; sur sol argileux, Acacia seyal.

Autour des villages et des points d'eau permanents ou temporaires on trouve en abondance les espèces rudérales suivantes : Calotropis procera, Zornia glochidiata, Tribulus terrestris, Gisekia pharnacioides, Cassia tora, Cassia italica, Cassia mimosoides, Limeum viscosum et Mollugo nudicaulis.
La flore sahélienne possède une nette affinité paléotropicale. La limite entre ce dernier et le paléarctique est d'ailleurs localisée au milieu du Sahara. Les familles végétales dont le centre de gravité se trouve en dehors des tropiques sont ici très peu représentées. Le Sahel ne possède que peu d'espèces endémiques : on peut retenir Jatropha chevalieri Beille, Euphorbiacée arbustive de l'ouest du Sahel (Mauritanie, Sénégal, Mali),. La flore est particulièrement pauvre : la flore de l'est de la Mauritanie et de l'ouest du Mali ne compte que 200 espèces dans les relevés d'Audry et Rossetti. Ce chiffre augmente sensiblement lorsque l'on tient compte de la flore des vallées de grands fleuves, d'affinité soudanienne, ou de régions d'altitude.
Il semble que le feu soit à l'origine de la séparation de la prairie estivale annuelle en deux zones distinctes. Les graminées pérennes survivent dans les zones les plus arides car la biomasse y est trop faible pour entretenir un feu ; à l'inverse, dans le sud, à cause du régime hydrique plus favorable, les graminées pérennes se maintiennent en place dans les zones les plus humides, peu propices aux incendies.
Il faut également noter que la végétation sahélienne sur plateaux latéritiques a souvent un aspect strié, ou en rosaces, sur les photographies aériennes. Ce phénomène, connu sous le nom de « brousse tigrée », se produit également dans les autres régions semi-arides du monde.

### Évolutions de la flore

Initiative de grande muraille verte (Afrique).

Le Sahel fut autrefois plus vert, il s'est désertifié, en partie à cause du surpâturage et du déboisement et à cause de modifications climatiques globales depuis la dernière glaciation. Plusieurs plans de revégétalisation ont été mis en œuvre, souvent sans succès.
La désertification du Sahel est toutefois à nuancer. En effet, depuis 1982, les données de télédétection (indice de végétation satellitaire ou NDVI pour Normalized difference vegetation index) montrent un léger reverdissement dans plusieurs zones du Sahel. Depuis 2005, cette tendance au reverdissement se confirme d'année en année. Dans certaines régions, comme dans le Gourma, ce reverdissement peut s'expliquer par un rétablissement partiel de la pluviométrie, après les grandes sécheresses de 1983-1984. Ailleurs en revanche, comme dans le bassin versant malien du Bani (130 000 km2), les données ne révèlent pas d'augmentation significative de la pluviométrie : le reverdissement pourrait alors s'explique par la mise en culture de certaines zones (passant de 13 % à 23 % des terres entre 1985 et 2000 dans le nord du Bani), ainsi que par une revégétalisation spontanée.

### Mammifères

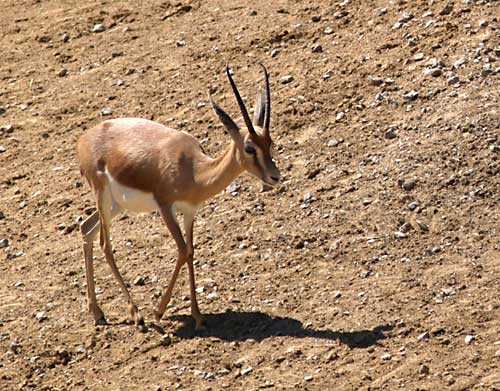
Une gazelle dorcas du nord de l'Afrique.

La faune du Sahel n’est pas particulièrement riche en nombre d’espèces de mammifères. Un des genres les plus diversifiés est celui des gazelles, bien adaptées au climat semi-aride. Plusieurs espèces de gazelles côtoient ainsi la zone sahélienne, comme la gazelle dama (Gazella dama), la gazelle dorcas (G. dorcas) et la gazelle à front roux (G. rufifrons), pour ne nommer qu’elles. Très étendues par le passé, ces espèces sont pour la plupart devenues rares en milieux sahéliens. Une autre espèce de gazelle était présente dans cette région, mais est maintenant considérée comme éteinte à l’état sauvage, l’oryx algazelle (Oryx dammah).
Le sahel possède, en plus, au moins 4 espèces de gerbilles endémiques (Gerbillus bottai, G. muriculus, G. nancillus et G. stigmonyx).
Plusieurs prédateurs, comme le lion, la panthère et le chien sauvage, étaient présents dans la région du Sahel, mais ces espèces ne s’y retrouvent plus.

## Économie

### Tourisme
Le Sahel est un environnement politique instable connaissant un déficit de tourisme depuis le classement de la zone en rouge par le Centre de Crise du Ministère des Affaires Étrangères Français : il y a eu huit enlèvements en 2011 (au Niger), des cellules terroristes y sont actives ou dormantes, et des bandes armées y sont établies durablement et y circulent, surtout depuis le conflit libyen.

### Gisements d'or
Une première « ruée vers l'or » a eu lieu en 2011 au Soudan. On dénombrait alors 20 000 puits, et entre 100 000 et 150 000 mineurs. Des gisements ont ensuite été exploités dans le nord du Tchad (2013), puis au sud de la Libye et au Niger (2014), en Mauritanie (2016) et enfin dans le nord du Mali (2018). L'activité s'exerce généralement avec une régulation étatique très faible.
Les chercheurs Laurent Gagnol et Emmanuel Grégoire soulignent que « pour se rendre sur les sites, de nombreux orpailleurs ont dû vendre une partie de leurs biens ou emprunter de l'argent. Une fois sur place, l'endettement, les vols, les maladies et les accidents de travail ont fait de leur aventure un enfer quand ils n'avaient pas la chance de trouver de l'or. » « Les conditions de vie sont effroyables. Sur les sites, on ne voit que de la misère », reconnait un fonctionnaire du ministère des mines nigériens. Dépendants de leurs patrons pour la nourriture et l’hébergement, relativement mal payés en comparaison du cours de l'or, les mineurs viennent de la frange la plus pauvre de la population. Certains sont adolescents.
Les principaux gagnants sont ceux qui peuvent investir un capital important pour acheter des machines et engager des mineurs - des hommes d'affaires qui vivent pour la plupart dans les capitales -, ainsi que les commerçant qui revendent l'or à l'étranger, parfois sans payer les taxes dues à l’État.
Si aucune statistique n'existe quant au nombre de victimes, il est admis que les poussières et les produits chimiques utilisés sans précautions provoquent de nombreuses maladies. En outre, les accidents mortels sont fréquents. En septembre 2019, l'effondrement d'un puits sur le site de Kouri Bougoudi, dans le nord du Tchad, a provoqué la mort de plus d'une cinquantaine de personnes.
L'activité présente plusieurs aspects positifs. L'espoir de sortir de la pauvreté éloigne les jeunes des groupes rebelles régionalistes ou jihadistes. De surcroit, l'extraction et le commerce de l'or génèrent un revenu profitable pour les régions concernées, souvent très peu développées. Cependant, les dommages causés à l'environnement inquiètent. La faune se raréfie, la terre et les nappes phréatiques sont contaminées par les produits chimiques pour des décennies. L'activité exige aussi une grande quantité d'eau, dans une zone où celle-ci est rare.

### Plan d'investissement sur le réchauffement climatique pour dix-sept pays du Sahel (2019-2030)
Ce plan a été adopté à Niamey en février 2019 par dix-sept chefs d'État ou leurs représentants. Déclinant pour le Sahel l'Accord de Paris sur le climat, il vise 400 milliards de dollars (soit environ 350 milliards d'euros) à investir de 2019 à 2030, incluant un programme prioritaire et d'urgence (1,3 milliard de dollars) devant « catalyser les investissements climat » en cinq ans (2020-2025), avec à la fois des mesures d'atténuation et d'adaptation. Les États concernés doivent payer « 10 % du financement du programme ». Un secrétariat permanent est constitué à Niamey ; il « coordonnera » le travail.

Il s'agit aussi de paix dans le monde car le Sahel sera l'une des premières sources de réfugiés climatiques, et le président nigérien Mahamadou Issoufou estime que le mouvement Boko Haram est en partie né de la misère induite par la disparition des eaux du lac Tchad, vitales pour les cultures, le pastoralisme, les ressources halieutiques et la vie des familles.